# Ochthera regalis
Ochthera regalis är en tvåvingeart som beskrevs av Samuel Wendell Williston  1897. Ochthera regalis ingår i släktet Ochthera och familjen vattenflugor. Inga underarter finns listade i Catalogue of Life.